# Újterebes
Újterebes (1899-ig Tribs, lengyelül Trybsz [trɨpʃ], szlovákul Tribš [tripʃ]) falu Lengyelországban, az egykori Nowy Sącz, a mai Kis-lengyelországi vajdaságban.

## Fekvése
Nowy Targtól 12 km-re délre, a Bialka-folyó mellett, a Terebes-pataknál fekszik.

## Története

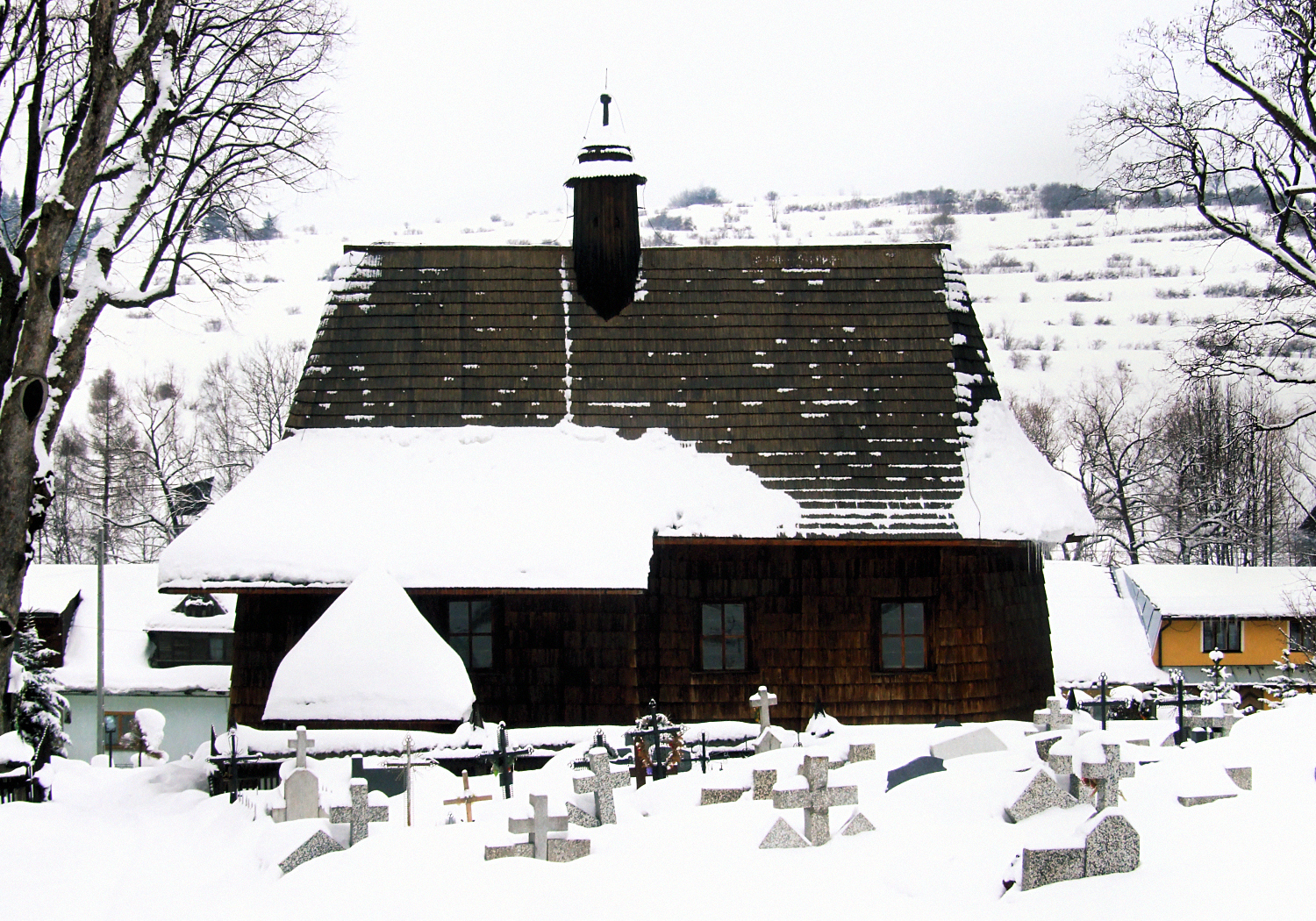
Fatemplom

1439-ben említik először. Szent Erzsébet tiszteletére szentelt római katolikus temploma 1567-ben épült, értékes korabeli belső festmények díszítik.
A 18. század végén Vályi András így ír róla: „TRIBS. Treibs. Tót falu Szepes Várm. földes Ura B. Palocsay Uraság, lakosai katolikusok, fekszik Ófalutól 1 1/4 mértföldnyire; határja sovány, legelője tágas, fája vagyon.”
Fényes Elek 1851-ben kiadott geográfiai szótárában így ír a faluról: „Tribs, tót falu, Szepes vmegyében, közel a Bialka vizéhez: 591 kath. lak., paroch. templommal, vizimalommal. F. u. b. Palocsay. Ut. p. Késmárk.”
A fatemplom mellett 1904-ben épült fel téglából a mai plébániatemplom. A trianoni diktátumig Szepes vármegye Szepesófalui járásához tartozott.
Ma 800 lakosa van.

## Híres emberek
Itt született 1845-ben Dénes Ferenc, a Tátra jeles kutatója.